# Caitlin Van Sickle
Caitlin Van Sickle (Wilmington, 26 de enero de 1990) es una exjugadora y entrenadora estadounidense de hockey sobre césped.

## Trayectoria
Van Sickle debutó con la selección de Estados Unidos en 2013. Jugó la World League en 2015 y 2017. En el Champions Trophy 2016 obtuvo el tercer puesto del torneo al derrotar a Australia. En los Juegos Olímpicos de Río 2016 terminó segunda en su grupo y avanzó a cuartos de final, pero perdió contra Alemania por 2 a 1. En 2018 disputó  el Mundial de Londres y en 2019 la primera edición de la Pro League.